# Alejandro Díaz Cabeza de Vaca
Alejandro Díaz Cabeza de Vaca (San Miguel, Reino de Guatemala, 5 de octubre de 1766-1883) fue el primer Jefe del Estado de Guatemala luego de la independencia de España.

## Biografía
En 1776, junto con su hermano Miguel, ingresaron al Colegio y Seminario Tridentino de Nuestra Señora de la Asunción en la Nueva Guatemala de la Asunción, donde varios de sus condiscípulos serían luego figuras del movimiento independentista. Apenas graduado de la Real y Pontificia Universidad de San Carlos Borromeo como Licenciado en Derecho Civil fue nombrado en enero de 1792 Abogado de Pobres de la Real Audiencia, cargo que desempeñó hasta febrero de 1794 cuando fue ascendido a Relator interino por ausencia del propietario José del Barrio González.
Tras la independencia de Centroamérica, fue Presidente de la Junta Gubernativa de 1822 y Jefe Interino del Estado de Guatemala en 1824. También presidió la instalación del Congreso Constituyente, el 16 de septiembre de 1824.

## En la literatura
El escritor José Milla y Vidaurre se basó en el para la figura del defensor de pobres que defiende al personaje principal en la novela Memorias de un Abogado.